# His Return
His Return est un film muet américain réalisé par Raoul Walsh, sorti en 1915.

## Fiche technique
- Titre original : His Return
- Réalisation : Raoul Walsh
- Scénario d'après une histoire de Russell E. Smith
- Société de production : Majestic Motion Picture Company
- Société de distribution : Mutual Film
- Pays de production :  États-Unis
- Langue originale : anglais
- Format : noir et blanc — 35 mm — 1,37:1 — film muet
- Genre : drame
- Durée : une bobine - 300 m
- Date de sortie :
  - États-Unis : 5 mars 1915
- Licence : Domaine public

## Distribution
- Elmer Clifton : Harry
- Miriam Cooper : Alice
- Howard Gaye : le père de Harry